# 片野十郎
片野 十郎（かたの じゅうろう、天保6年（1835年） - 明治6年（1873年）11月14日）は、幕末の長州藩士、奇兵隊参謀。明治以降は陸軍大佐となり、交野 瑜（かたの さとる）を称した。号は御狩、変名に山本保助。

## 人物
軍学に長じ、奇兵隊の軍監になった。四境戦争の際に活躍、慶応3年（1867年）参謀として京都に入り、西郷隆盛、山田顕義らと討幕を画策した。
戊辰戦争では東北に出兵し、功を挙げる。東京府少参事を4年間務めた後、明治6年（1873年）三好重臣、福原実らと正六位陸軍大佐に任じられるが、11月14日に病のため東京で死去した。
愛宕の青松寺に葬られたが、関東大震災後多磨霊園に改葬された。2022年に墓じまいとなり、小平霊園の合葬施設に移された。